# Nine (Samantha Jade)
Nine è il secondo album in studio della cantante australiana Samantha Jade, pubblicato nel novembre 2015.

## Tracce
1. Always – 3:01
2. Naked – 3:48
3. Wait for It – 3:15
4. What You Want – 3:34
5. Only Just Begun – 3:58
6. Shake That (feat. Pitbull) – 3:38
7. Show Me Love – 3:24
8. Let the Good Times Roll – 3:53
9. Castle – 3:30
10. Born to Be Alive – 3:16
11. Nine – 3:17